# Viking Dahl
Viking Dahl (8 de octubre de 1895-5 de enero de 1945) fue un compositor sueco, activo también como pintor y escritor. Fue hermano de K. G. William Dahl.
Viking Dahl nació en Osby al norte de Escania y estudió en el Real Conservatorio de Estocolmo entre 1915 y 1919 y, posteriormente, en Copenhague y Berlín. Durante una estancia en París en 1920, escribió la danza dramática Maison de Fous para los Ballets Suecos.
Dahl desarrolló su propio vanguardismo durante sus estudios en Estocolmo, y en París, conoció a los compositores radicales franceses de la época, entre ellos Darius Milhaud y Maurice Ravel. Cuando regresó a Suecia se convirtió en organista en Varberg, donde vivió hasta su muerte.